# Cantó de Sainte-Luce
El cantó de Sainte-Luce és una divisió administrativa francesa situat al departament de Martinica a la regió de Martinica.

## Composició
El cantó comprèn la comuna de Sainte-Luce.

## Administració
| Període                                  | Identitat           | Partit | Qualitat |
| ---------------------------------------- | ------------------- | ------ | -------- |
| 2008-2014                                | Jean-Philippe Nilor | MIM    |          |
| Les dades anteriors no són pas conegudes |                     |        |          |